# Дризен, Фёдор Васильевич
Барон Фёдор (Фридрих Вильгельм) Васи́льевич Дри́зен (нем. Friedrich Wilhelm von der Osten-Driesen, 1781—1851) — российский командир эпохи наполеоновских войн, генерал от инфантерии.

## Биография
Когда его отец, Карл-Вильгельм Дризен, поступил на русскую службу, то и сам Фридрих Дризен в начале 1797 года приехал в Россию и был зачислен прапорщиком в лейб-гвардии Преображенский полк. Отличился в сражении при Аустерлице, при Гейльсберге и Фридланде. В 1808 году Дризен был повышен до звания полковника, служа под началом генерал-майора Александра Тучкова и 12 апреля того же года назначен командиром Виленского мушкетерского полка; 12 октября 1810 года стал шефом Муромского мушкетерского полка. 
В начале 1812 года полк в составе 1-й бригады 3-й пехотной дивизии входил в 3-й пехотный корпус 1-й Западной армии. Дризен служил под командованием Николая Тучкова. В Смоленском сражении командовал правым флангом у Молоховых ворот, где получил сильную контузию в левую часть груди. В Бородинском сражении Дризен получил ранение пулей в коленную чашечку левой ноги, которую впоследствии пришлось ампутировать. Тем не менее, Дризен продолжал служить до конца жизни.

Орденом Св. Георгия 4-го кл. награждён 23 декабря 1812
в воздаяние ревностной службы и отличия, оказанного в сражении против французских войск 26 августа при сел. Бородине, где, командуя Муромским пехотным полком и вдаваясь во все опасности, примером своего мужества поощрял подчиненных на поражение неприятеля, причем и тяжело ранен.
С 15 сентября 1813 года генерал-майор, командир 1-й бригады 28-й пехотной дивизии. С 1817 года назначен состоять при военном министре для особых поручений. С 1819 года состоял председателем комитета Провиантского департамента Военного министерства. 1 января 1826 произведён в генерал-лейтенанты, 29 октября 1828 года назначен комендантом Риги, 1 января 1839 года — казначеем капитула Императорских орденов. В генералы от инфантерии произведён 17 марта 1845 года. Похоронен в Митаве.

## Семья
Федор Васильевич был дважды женат, он — отец многочисленного семейства.
1-й брак — Анна Мария Розина, урожд. фон Эйкен (Marija Aiken; 1800—1826)
Дети и внуки: 
- Александрина Федоровна фон дер Остен-Дризен, в замуж. Каульбарс (1819—1888). Ее муж — Василий (Герман Вильгельм) Романович Каульбарс (1798-1888). 
  - Их дети: Николай Васильевич Каульбарс,  Александр Васильевич Каульбарс, Карл Николай Васильевич Каульбарс (1856—1924),  Мария Васильевна Каульбарс (1860—1932, Таллин), ее муж — Константин Карлович Штакельберг.
- Федор Федорович фон дер Остен-Дризен (1821—?).
- Мария Федоровна фон дер Остен-Дризен, в замуж. фон Мейер  (1822—1891). Ее муж — Константин Карлович фон Мейер (1826—1884), сын Карла Христиановича фон Мейера.
- Александр Федорович фон дер Остен-Дризен (1824—1892).
- Елена Федоровна фон дер Остен-Дризен, в замуж. фон Криденер (1826—1907). Ее муж — Василий Александрович (Вильгельм Теодор Александр) фон  Крюденер (von Krüdener) (1814—1855).

2-й брак (с 18.9.1832) — Фанни Розалия, урожд. Штробиндер
- Василий Федорович фон дер Остен-Дризен (1833—1903). Его жена — Александра Николаевна, урожд. Пономарева (1834—1900).
  - Их дети: Николай Васильевич Дризен, русский мемуарист, историк театра (1868—1935); Федор Васильевич Дризен (1869—?); Василий Васильевич Дризен (1876—1890).
- Аделаида Федоровна фон дер Остен-Дризен (1834/5—1899, Киев), в замуж. Дубровская
- Николай Федорович фон Остен-Дризен (1836—1911)
- Александр Федорович фон дер Остен-Дризен (1837—?)
- Павел Федорович фон дер Остен-Дризен (1842—1907). 1-й брак — Анна Алексеевна, урожд. Бетхер (род.1854); 2-й брак (с 1901) — Глафира Алексеевна фон дер Остен-Дризен, урожд. Бетхер (1857—1942, умерла в блокаду)[5]. 1-я и 2-я жены Павла Федоровича приходились друг другу родными сестрами.
  - Его дети:  Анатолий Павлович фон дер Остен-Дризен (1873—1932, Париж), капитан гвардии, камергер; Екатерина Павловна фон дер Остен-Дризен, в замуж. Колбасьева (1869—1942, умерла в блокаду)[6]. Ее муж — Виктор Викторович Колбасьев (1864—1919), брат Е.В.Колбасьева[7], был расстрелян в Киеве вместе с сыновьями — Михаилом (1901—1919) и Андреем (1903—1919)[8]. Дочь — Мира (Марина) Викторовна Колбасьева стала монахиней с именем Иоасафа, ум. в 1980-е[9] в Тамбове); Глафира Павловна фон дер Остен-Дризен, в замуж. Жуковская (1875—1942, умерла в блокаду)[10]; Борис Павлович фон дер Остен-Дризен (1876—после 1926), жил в Ленинграде[11];  Сергей Павлович фон дер Остен-Дризен (1878—?), камер-юнкер, надворный советник; в 1920-е годы выслан в Пермский край[12], его дочь — Татьяна Сергеевна (1913—1942), умерла в блокаду[13].
- Ольга Федоровна фон дер Остен-Дризен (1844—1913). Замужем за Густавом Егоровичем Струве.
- Александра Федоровна фон дер Остен-Дризен (1845—?)

## Награды
- Орден Святой Анны 3-й степени — за отличие при Аустерлице (05.06.1806)
- Орден Святого Владимира 4-й степени с бантом — за отличие при Смоленске (05.08.1812)
- Орден Святого Георгия 4-го класса — за отличие при Бородине (23.12.1812)
- Серебряная медаль «В память Отечественной войны 1812 года» (1814)
- Орден Святого Владимира 3-й степени (11.01.1824)
- Орден Святой Анны 1-й степени (22.07.1825)
- Медаль «За взятие Парижа 19 марта 1814 года» (19.03.1826)
- Орден Св. Владимира 2-й степени — за отлично-усердную и ревностную службу (23.04.1832)
- Знак отличия беспорочной службы за XXXV лет (22.08.1832)
- Знак отличия беспорочной службы за XL лет (22.08.1840)
- Орден Белого орла (17.08.1842)
- Знак отличия беспорочной службы за XLV лет (22.08.1843)
- Знак отличия беспорочной службы за L лет (22.08.1848)